# Фольке Юнсон
Фольке Юнсон (швед. Folke Johnson, 15 червня 1887 — 20 лютого 1962) — шведський яхтсмен.
Срібний призер Олімпійських Ігор 1912 року в класі 12 метрів.